# NGC 7543
NGC 7543 est une  galaxie spirale située dans la constellation de Pégase. Sa vitesse par rapport au fond diffus cosmologique est de 6 554 ± 24 km/s, ce qui correspond à une distance de Hubble de 96,7 ± 6,8 Mpc (∼315 millions d'al). NGC 7543 a été découverte par l'astronome français Édouard Stephan en 1878.
NGC 7543 présente une large raie HI.
À ce jour, trois mesures non basées sur le décalage vers le rouge (redshift) donnent une distance de 81,700 ± 2,207 Mpc (∼266 millions d'al), ce qui est à l'extérieur des valeurs de la distance de Hubble. Notons que c'est avec la valeur moyenne des mesures indépendantes, lorsqu'elles existent, que la base de données NASA/IPAC calcule le diamètre d'une galaxie et qu'en conséquence le diamètre de NGC 7543 pourrait être d'environ 34,6 kpc (∼113 000 al) si on utilisait la distance de Hubble pour le calculer.